# Distretto di Ayvalık
Il distretto di Ayvalık (in turco: Ayvalık ilçesi) è un distretto della Tunisia nella Provincia di Balıkesir con 64.153 abitanti (dato 2012) dei quali 57.395 urbani e 6.758 rurali 
Il capoluogo è la città di Ayvalık.

## Geografia antropica

### Suddivisioni amministrative
Il distretto è suddiviso in 3 comuni (Belediye) e 16 villaggi (Köy)